# Justin Benson et Aaron Moorhead
Justin Benson, né le 9 juin 1983 à San Diego, et Aaron Scott Moorhead, né le 3 mars 1987 à Tampa, sont des cinéastes américains travaillant en duo. Tous deux officient en tant que réalisateurs, producteurs, monteurs et acteurs. De plus, Benson a déjà occupé la place de scénariste, tandis que Moorhead a déjà été directeur de la photographie.

## Biographies

### Vies personnelles
Justin Benson est né le 9 juin 1983 à San Diego, en Californie. Aaron Moorhead a grandi à Tarpon Springs, en Floride, et a fréquenté le Palm Harbor University High School.
Enfant, Benson était un fan du personnage Marvel Comics Daredevil, avant d'avoir l'opportunité de travailler sur plusieurs séries télévisées Marvel, notamment sur Daredevil: Born Again.

### Carrières
Tous deux ont réalisé des courts métrages et des publicités au début de leur carrière, Moorhead ayant réalisé son premier film à l'âge de 19 ans.
En 2012, Benson a écrit le scénario du film fantastique Resolution et l'a co-réalisé avec son partenaire cinématographique Moorhead, marquant le début de leur collaboration,. Le film a notamment été projeté au Festival du film de Tribeca de la même année.
En 2014, ils ont mis en scène une romance fantastique se déroulant en Italie, Spring, que Benson a également écrit,,. La première a eu lieu en 2014 au Festival international du film de Toronto et a été publiquement salué par les réalisateurs Richard Linklater et Guillermo del Toro,,. Cette même année, Variety plaçait Justin Benson et Aaron Moorhead dans la liste des dix réalisateurs d'avenir. Le travail du duo se retrouve également dans le film d'anthologie d'horrifique V/H/S Viral,.
En 2017, ils ont écrit et réalisé un film mélangeant la science-fiction et le fantastique, The Endless, qui est présenté au Festival du film de Tribeca. En juillet 2017, The Endless reçoit deux prix au Festival international du film fantastique de Neuchâtel, le Prix Imaging The Future meilleur production design et le Prix du jury de la critique internationale. Le film sera distribué en Amérique du Nord en 2018 par Well Go USA.
Au milieu de la pandémie de COVID-19, le duo a créé et joué dans Something in the Dirt, qui a été tourné dans l'appartement de Benson en raison des restrictions imposées à l'industrie cinématographique à l'époque,.
À la télévision, Justin Benson et Aaron Moorhead ont travaillé sur plusieurs séries télévisées de l'univers cinématographique Marvel. Après avoir réalisé deux épisodes de Moon Knight, le duo a été recruté pour diriger la saison 2 de Loki. En 2023, après un remaniement créatif d'ampleur sur Daredevil: Born Again, ils ont été embauchés pour réaliser plusieurs épisodes de la série.

## Filmographie

### Cinéma
| Année | Titre                 | Réalisation | Production | Scénario | Montage | Photographie |
| ----- | --------------------- | ----------- | ---------- | -------- | ------- | ------------ |
| 2012  | Resolution            | Oui         | Oui        | Benson   | Oui     | Moorhead     |
| 2014  | V/H/S Viral           | Oui         | Oui        | Benson   | Oui     | Moorhead     |
| 2014  | Spring                | Oui         | Oui        | Benson   | Oui     | Moorhead     |
| 2017  | The Endless           | Oui         | Oui        | Benson   | Oui     | Moorhead     |
| 2019  | Synchronic            | Oui         | Oui        | Benson   | Oui     | Moorhead     |
| 2019  | After Midnight        | Non         | Oui        | Non      | Non     | Non          |
| 2020  | She Dies Tomorrow     | Non         | Oui        | Non      | Non     | Non          |
| 2022  | Something in the Dirt | Oui         | Oui        | Benson   | Oui     | Moorhead     |

### Télévision
| Année | Titre                                      | Réalisation | Production exécutive | Épisode(s)           |
| ----- | ------------------------------------------ | ----------- | -------------------- | -------------------- |
| 2020  | The Twilight Zone : La Quatrième Dimension | Oui         | Non                  | 8                    |
| 2022  | Archive 81                                 | Oui         | Non                  | Terror in the Aisles |
| 2022  | Archive 81                                 | Oui         | Non                  | Spirit Receivers     |
| 2022  | Moon Knight                                | Oui         | Non                  | Invoque le costume   |
| 2022  | Moon Knight                                | Oui         | Non                  | Le Tombeau           |
| 2023  | Loki                                       | Oui         | Oui                  | Ouroboros            |
| 2023  | Loki                                       | Non         | Oui                  | Brad Fer             |
| 2023  | Loki                                       | Non         | Oui                  | 1893                 |
| 2023  | Loki                                       | Oui         | Oui                  | Le cœur du TVA       |
| 2023  | Loki                                       | Oui         | Oui                  | Science/Fiction      |
| 2023  | Loki                                       | Oui         | Oui                  | Glorieux destin      |
| 2025  | Daredevil: Born Again                      | Oui         | Non                  | TBA                  |